# Frank J. Lausche
Frank John Lausche, född 14 november 1895 i Cleveland, Ohio, död 21 april 1990 i Cleveland, Ohio, var en amerikansk demokratisk politiker och jurist. Han var guvernör i delstaten Ohio 1945-1947 och 1949-1957. Han representerade sedan Ohio i USA:s senat 1957-1969.
Lausche deltog i första världskriget i USA:s armé. Han avlade 1920 juristexamen vid John Marshall School of Law (som 1946 slogs ihop med Cleveland Law School och heter sedan dess Cleveland-Marshall College of Law). Lausche arbetade fram till 1932 som advokat och därefter som domare. Han var borgmästare i Cleveland 1942-1945.
Lausche efterträdde 1945 John W. Bricker som guvernör. Han besegrades sedan av Thomas J. Herbert i guvernörsvalet 1946. Herbert kandiderade 1948 till omval men besegrades i sin tur av Lausche. Guvernörens mandatperiod förlängdes till fyra år och Lausche besegrade William Howard Tafts son Charles Phelps Taft II i guvernörsvalet 1952.
Lausche kandiderade utan framgång i demokraternas primärval inför presidentvalet i USA 1956. Han besegrade sedan sittande senatorn George H. Bender i senatsvalet 1956. Lausche omvaldes 1962. Han förlorade 1968 i demokraternas primärval mot John J. Gilligan som sedan förlorade själva senatsvalet mot republikanen William B. Saxbe.
Lausche var katolik av slovensk härkomst. Hans grav finns på Calvary Cemetery i Cleveland.